# Zenarchopterus dux
Zenarchopterus dux är en fiskart som beskrevs av Seale, 1910. Zenarchopterus dux ingår i släktet Zenarchopterus och familjen Hemiramphidae. Inga underarter finns listade i Catalogue of Life.